# Żdżary (Izdebno Nowe)
Żdżary – część wsi Izdebno Nowe, położonej w Polsce, w województwie mazowieckim, w powiecie grodziskim, w gminie Grodzisk Mazowiecki. Żdżary mieszczą się we wschodniej części Izdebna Nowego. 
W latach 1975–1998 miejscowość administracyjnie należała do województwa warszawskiego.